# Afri-cola
Afri-cola – niemiecki napój typu cola, wprowadzony na rynek w 1931 roku, oficjalnie zarejestrowany w 1932 przez firmę Blumhoffer z Kolonii. Charakteryzuje się wysoką zawartością kofeiny i wyrazistym smakiem. W 1959 w wyniku konkursu zaprojektowano charakterystyczną butelkę o wąskiej talii (projektant Jupp Ernst). W latach 60. XX wieku marka zyskała rozgłos dzięki kampaniom reklamowym Charlesa Wilpa. W 1999 prawa do marki przejęła firma Mineralbrunnen Überkingen-Teinach AG. Od 2007 afri-cola zaangażowała się w wydarzenia kulturalne (np. Czarna Palma – nagroda filmowa). W 2021 wprowadzono wariant afri cola mix (z dodatkiem pomarańczy). W 2023 uruchomiono stronę internetową generowaną przez AI, a w 2024 marka otrzymała wirtualnego ambasadora .

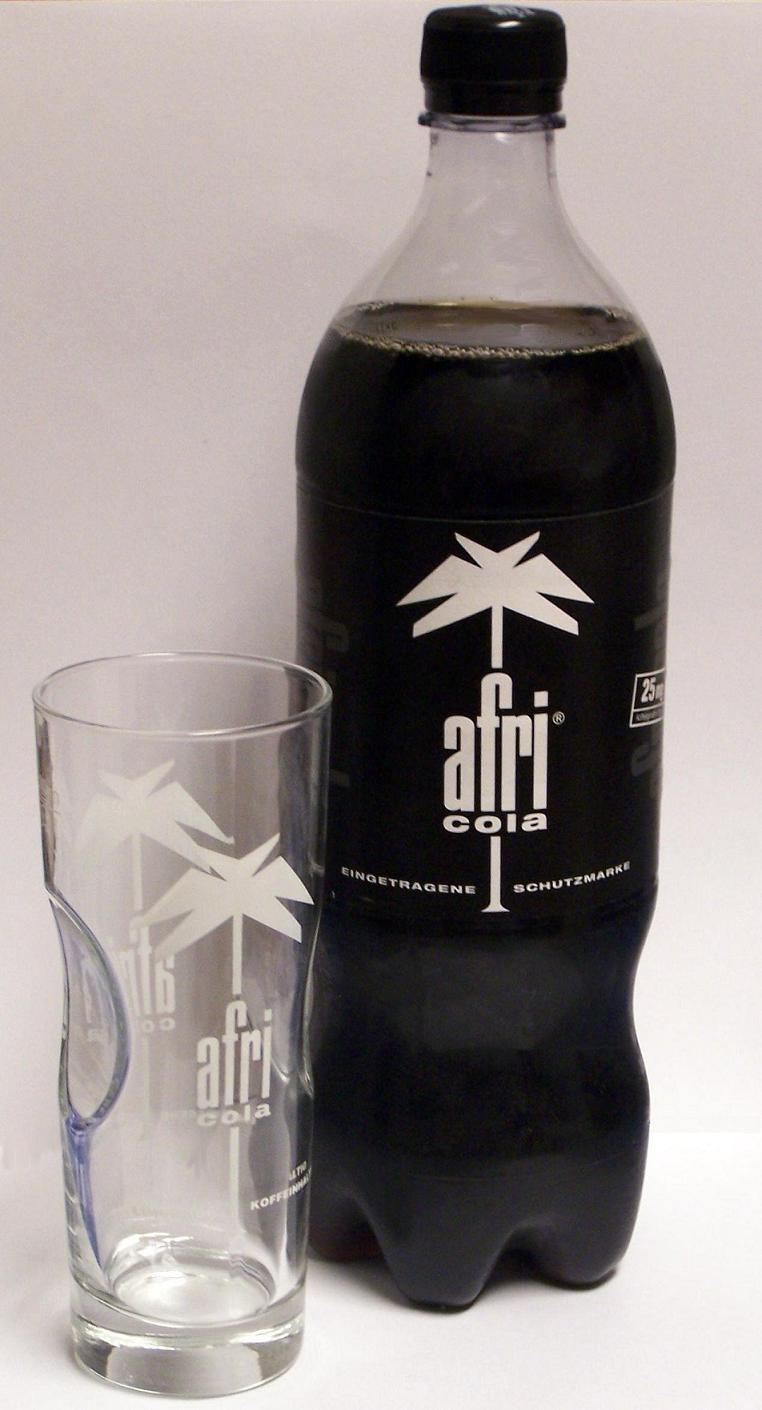
Afri-cola
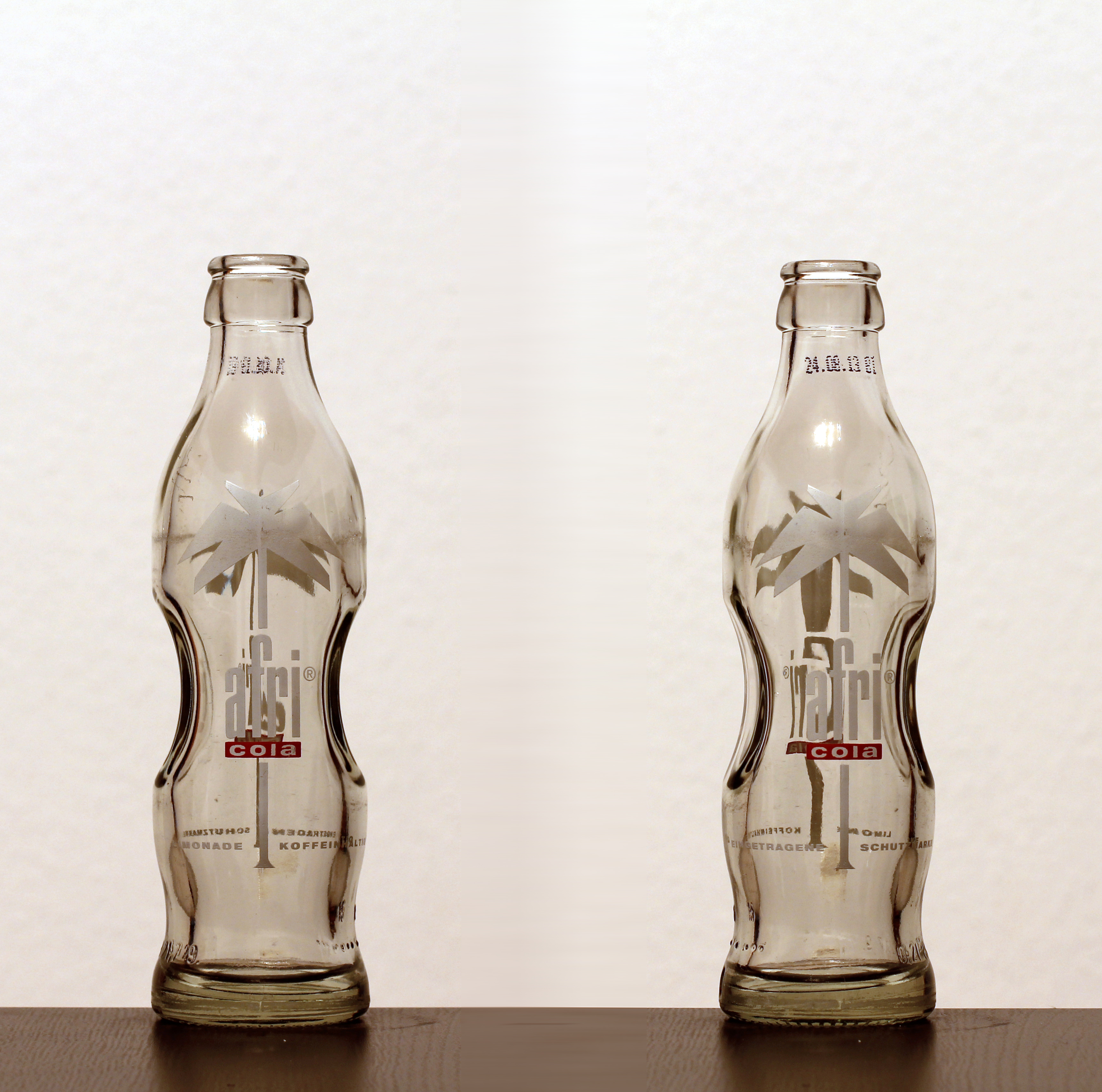
Szklane butelki
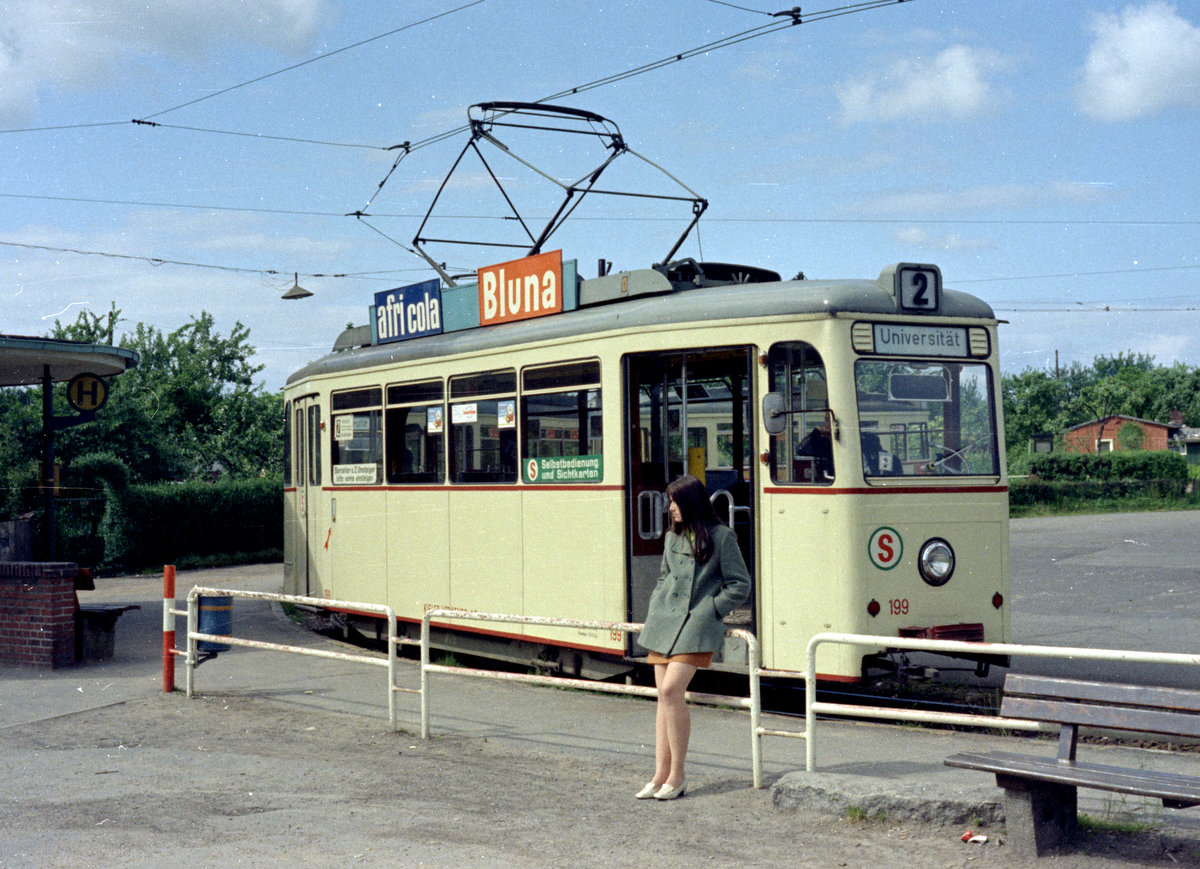
Reklama (1968)